# Сальседо (кантон)

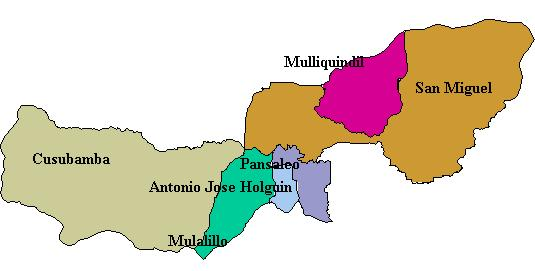
Приходы кантона Сальседо

Сальседо (исп. Salcedo) — один из кантонов Эквадора в провинции Котопахи. По данным переписи 2001 население кантона составляло 51 304 человек. Столица кантона — город Сан-Мигель.
Сальседо знаменит своим мороженым.